# Pieter Tesch
Pieter Tesch (Den Haag, 2 januari 1879 - Haarlem, 19 september 1961) was een Nederlandse geoloog, die bekend is om zijn werk voor het opsporen van aardolie en steenkool in Nederland. Hij was directeur van de Rijks Geologische Dienst. Zijn broer was de zoöloog Johan Jacob Tesch.

## Biografie
Tesch' vader was leraar wiskunde, maar zelf bleek hij een grotere interesse in de natuur te hebben. Van 1897 tot 1902 studeerde hij aan het Polytechnisch College van Delft geologie en mijnbouwkunde, waar hij een leerling was van J.L.C. Schroeder van der Kolk, S.J. Vermaes en C.J. van Loon. In 1908 promoveerde hij op een proefschrift over de afzettingen van de Nederlandse rivieren.
Vanaf 1904 werkte Tesch bij de Rijksdienst der Opsporing van Delfstoffen, die onder leiding van W.A.J.M. van Waterschoot van der Gracht op zoek was naar steenkool in de Nederlandse bodem. Het was duidelijk geworden dat aan weerszijden van de Peelrandbreuk de Carbone steenkoollagen op sommige plekken veel dieper lagen dan elders. Tesch bepaalde door de dikte en lithologie van ondiepe afzettingen of men op een bepaalde plek op een "horst" of in een "slenk" zat. Op horsten zit de steenkool ondiep, in slenken dieper.
Van 1918 tot 1944 was Tesch de eerste directeur van de Rijks Geologische Dienst. In deze periode werd o.a. olie in de Nederlandse bodem gevonden, ook werd het steenzout in Twente ontdekt. Zijn belangrijkste werk was het maken van een nieuwe geologische kaart van Nederland, die veel beter was dan de oude kaart van Staring. In de oorlog kon hij veel studenten en jonge geologen die door de bezetting geen werk meer hadden, in het project betrekken, wat hen tewerkstelling in Duitsland heeft bespaard. (Dit werd gefinancierd door de Bataafsche Petroleum Maatschappij). De meesten van hen hebben aan de grote molluskencollecties uit het Tertiair en het Vroeg Pleistoceen gewerkt die door Tesch uit onderzoeksboringen bij elkaar waren gebracht. Tesch zag al vroeg het belang van mollusken voor de stratigrafie van Nederland in. Hij heeft veel gepubliceerd over de mariene fossiele mollusken uit het Plioceen van Nederland en had een bijzondere belangstelling voor de Pleistocene fossiele land- en zoetwatermollusken. Hij heeft daarvan twee molluskenbiozones beschreven (Horizon van Viviparus glacialis en Horizon van Viviparus diluvianus). Uit het voorkomen van de zoetwaterslak Viviparus glacialis in Engelse Vroeg Pleistocene afzettingen concludeerde hij dat de Rijn tijdens die periode door het Noordzeeland naar Engeland stroomde. Tijdens de oorlogsjaren publiceerde hij in een jaarverslag van de Geologische Dienst over de relatie van het stratigrafische voorkomen van de zoetwaterschelp Corbicula fluminalis met de curve van Milanković. Hij was hiermee zijn tijd ver vooruit.
- Biografisch Portaal: 40554886
- Gemeinsame Normdatei: 172723345
- International Standard Name Identifier: 0000 0003 6956 8158
- Nederlandse Thesaurus van Auteursnamen: 069757615
- Système universitaire de documentation: 158545729
- Virtual International Authority File: 243628325
- WorldCat: E39PBJkmYbmwxB3YcFRtjqwcT3